# 瓜伊馬特
18°34′48″N 68°58′48″W / 18.58000°N 68.98000°W
瓜伊馬特（西班牙語：Guaymate），是多明尼加共和國的城鎮，位於該國東部，由羅馬納省負責管轄，面積309.8平方公里，2012年人口26,133，該鎮人口密度每平方公里84人。